# ライフォート
ライフォート（英: LIFORT）はドラッグストアチェーンを展開する株式会社ココカラファインヘルスケアが近畿地方の一部に展開する店舗ブランドの一つである。

## 概要

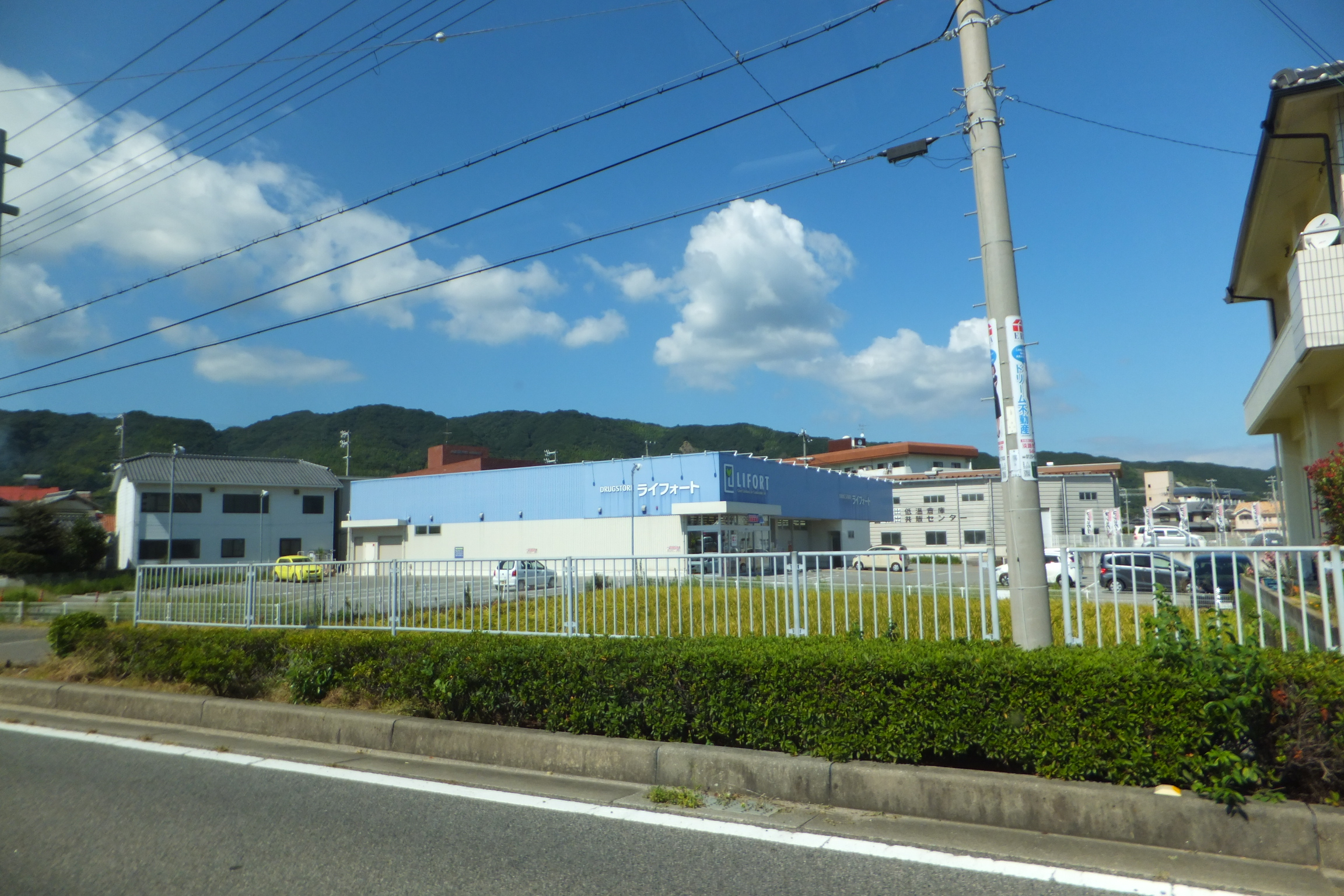
ライフォートの店舗の一例
（東浦店。現在は「ココカラファイン」に屋号変更されている）

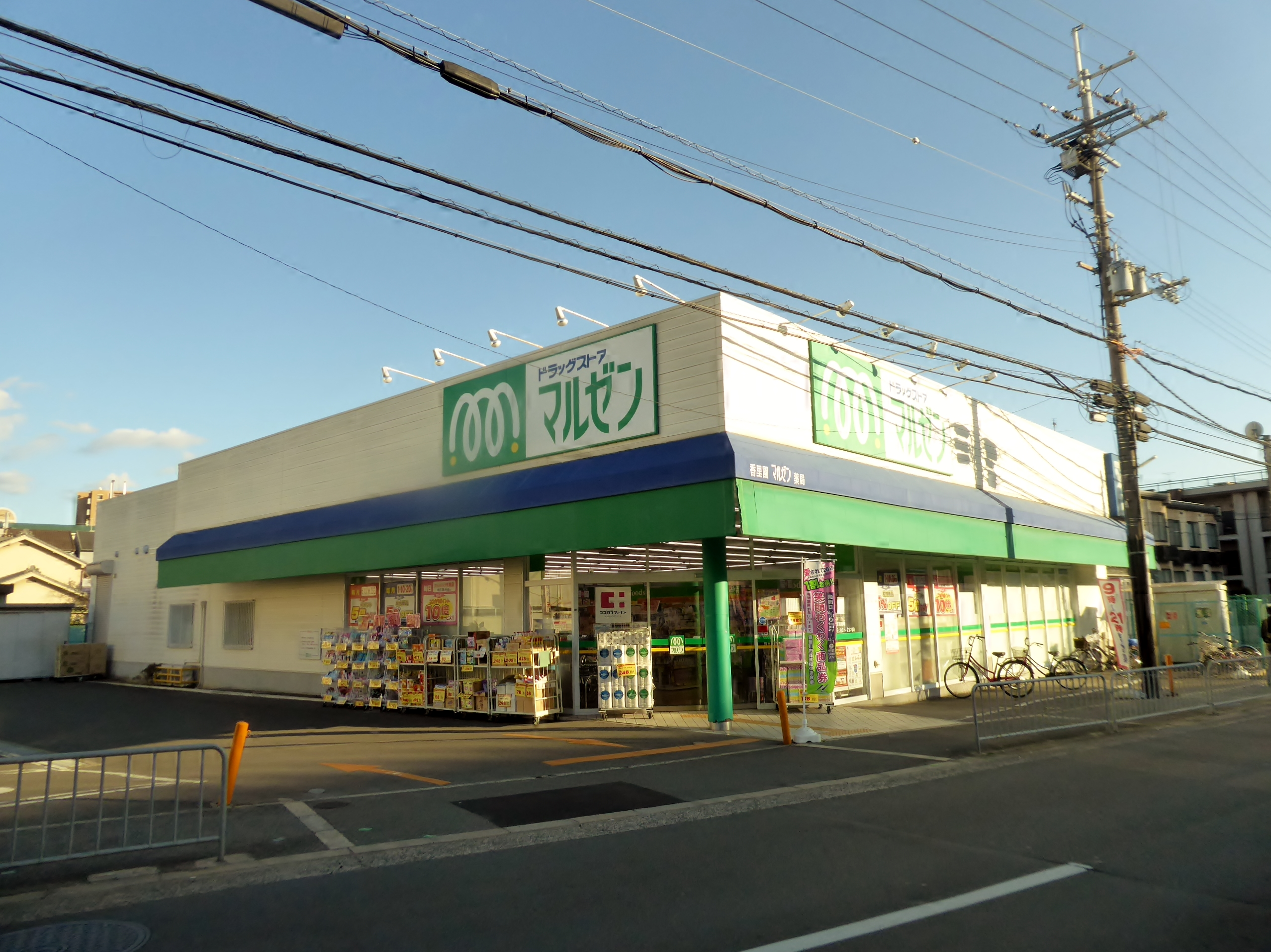
マルゼンの店舗の一例
（香里園店）

大阪府北部と兵庫県と山陰両県が地盤で、京都府にも店舗を持つ（かつては神奈川県・東京都にも出店していたが2011年に全て閉店し、関東地方からは撤退している。なお、関東地方では現在のココカラファインヘルスケアの系列店舗である「セイジョー」や「ドラッグセガミ」が出店しており、統合後の屋号である「ココカラファイン」も出店している）。京都府南部と京滋が地盤の松ノ木薬品を系列に収める。
2010年（平成22年）10月に親会社だったアライドハーツ・ホールディングスが合併によりココカラファインとなり、ジップドラッグと共に同社の傘下に移行となった。
2013年（平成25年）4月にグループ内の再編に伴ってココカラファインヘルスケアに統合され、「ライフォート」はライフォート発足前の店舗ブランドと共に同社の店舗ブランドとなった。

## 沿革
- 1970年（昭和45年）12月19日 - 株式会社マルゼン設立（資本金20百万円、兵庫県尼崎市東難波町）。
- 1971年（昭和46年）12月 - 現在の本店所在地である兵庫県尼崎市水堂町に移転。
- 1985年（昭和60年）11月 - 兵庫県伊丹市にドラッグストアの第1号店として昆陽店を開店。
- 1997年（平成9年）11月 - 大阪府東大阪市に物流センターを設置。
- 1998年（平成10年）5月 - 株式会社大阪マルゼン薬局と株式会社播磨マルゼン薬局を吸収合併。
- 1999年（平成11年）
  - 5月 - 株式会社東京マルゼン薬局と株式会社西宮マルゼン薬局を吸収合併。東京都千代田区に東京支店を設置。
  - 7月 - 株式会社ピープルマルゼンの営業権を譲受。
  - 9月 - 株式会社イシバシ（大阪府）の営業権を譲受。
- 2000年（平成12年）11月 - EDI（電子データ交換）システムを導入。
- 2001年（平成13年）5月 - 大阪府大東市にTC（トランスファーセンター）を設置。大阪府門真市に物流倉庫を設置。
- 2002年（平成14年）12月 - 日本証券業協会に株式を店頭登録。
- 2003年（平成15年）10月 - 大阪府門真市の物流センターを大阪府大東市にMDCとして移転。
- 2004年（平成16年）
  - 5月 - 株式会社神薬堂（神戸市）との合併に伴い、株式会社ライフォートに商号変更。合併後の資本金は317,596千円となる。
  - 6月 - 株式会社ライフォートとして須磨に1号店オープン。
- 2006年（平成18年）11月16日 - 株式会社ジップドラッグ（旧株式会社ジップ・ホールディングス）と株式移転により共同持株会社株式会社アライドハーツ・ホールディングス設立。同日付で当社は完全子会社となる。
- 2008年（平成20年）5月16日 - 子会社の株式会社松ノ木薬品が株式会社ホップスドラッグを吸収合併。
- 2009年（平成21年）8月16日 - 株式会社松ノ木薬品を吸収合併。
- 2010年（平成22年）10月1日 - 親会社の株式会社アライドハーツ・ホールディングスが株式会社ココカラファイン ホールディングスに吸収合併され、同社は株式会社ココカラファインに商号変更。当社はココカラファインの傘下となった。
- 2012年（平成24年）
  - 4月18日 - ココカラファイン運営のネットショップ「ココカラファイン.ネット ライフォート店」を開設（2013年4月1日付で本店の「ココカラファイン.ネット」に統合し、運営を株式会社ココカラファインOECへ移管）。
  - 9月1日 - 親会社の社名を冠した「ココカラファイン 瓢箪山店」をオープン。
- 2013年（平成25年）
  - 4月1日 - グループ内の販売子会社再編に伴い、セガミメディクス株式会社へ吸収合併され、解散（セガミメディクス株式会社は合併により株式会社ココカラファインヘルスケアに商号変更）[1]。併せて、現在の「ライフォートグループメンバーズカード」はシステム統合に伴い、同年6月をもって終了する予定であることが発表された（終了に先立ち、同年4月からポイント付与単位を税込105円につき1ポイントから税込100円につき1ポイントに変更）[2]。なお、「ライフォート」、「ライフォート」発足前から展開していた店舗ブランド、子会社から継承された店舗ブランドはそのまま同社の店舗ブランドとして存続。
  - 6月30日 - 「ライフォートグループメンバーズカード」の利用が同日付で終了し、翌7月1日より「ココカラクラブカード」へ移行。

## 店舗展開
2022年（令和4年）5月時点で「ライフォート」の店舗ブランドで出店しているのは京都府2店舗、大阪府22店舗、兵庫県40店舗の計64店舗（うち、調剤薬局の「ライフォート薬局」は京都府1店舗、大阪府2店舗、兵庫県6店舗の計9店舗）を展開する。
また、前述のとおり、「ライフォート」発足前から展開してた店舗ブランドや子会社から継承された当時の店舗ブランドのままで展開されている店舗もあり、「マルゼン」が大阪府・兵庫県に各2店舗ずつの計4店舗、「神薬堂（シンヤクドー）」が鳥取県9店舗・島根県1店舗の計10店舗、「ドラッグストア ホップス」が京都府に3店舗、「ハーティ・ドラッグ マツノキ」が京都府に1店舗それぞれ展開している。
なお、ココカラファインヘルスケア発足後は「ライフォート」での新規開業は行われておらず、店舗の閉店や改装に伴う「ココカラファイン」への店舗ブランド変更により店舗数は減少している。